# リブアイ

リブロースの部位（USA）

リブロースの部位（日本）

リブアイ、リブアイロールは、主にアメリカ合衆国における牛肉の部位分類の1つ。

## 概要
米国食肉輸出連合会の規定によれば、リブアイロールは以下のように定義される。
- 第6肋骨から第12肋骨の長さのリブロースからロース芯上部のカブリを取り除いた部位。
- 骨ハダ、軟骨、バックストラップは取り除く。

日本では、日本農林規格等に関する法律（JAS法）において、輸入食肉用の部位表示として規定されており、キューブロールと共にリブロースに含まれる。リブロースは肩ロースと共にロースに含まれる。

## 名称
- アンチョ（ポルトガル語: ancho） - ブラジルでの呼び名[3]。
- リブ芯（リブしん） - 日本での別名[1]。

## 特徴
アメリカでは人気の高い部位であり、脂肪の香ばしさと赤身のジューシーさが特徴となる。
日本の牛肉の霜降り肉ほどではないが、脂が乗っており、柔らかく味が濃い。
牛フィレと比較した場合、リブアイのほうが脂身が多く、サーロインと比較してもリブアイのほうが脂身が多い。

## ギャラリー

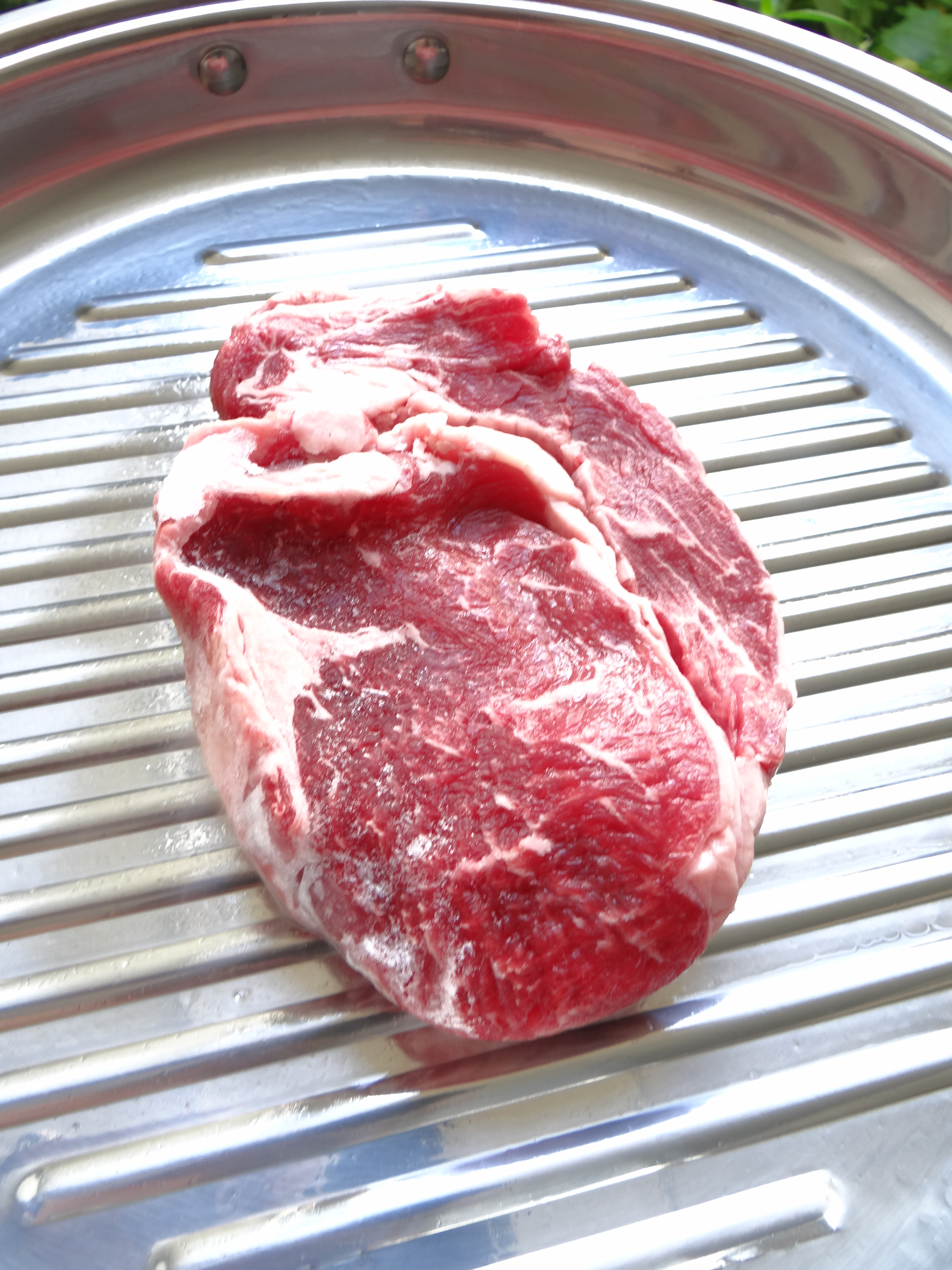
リブアイステーキの例（焼く前）
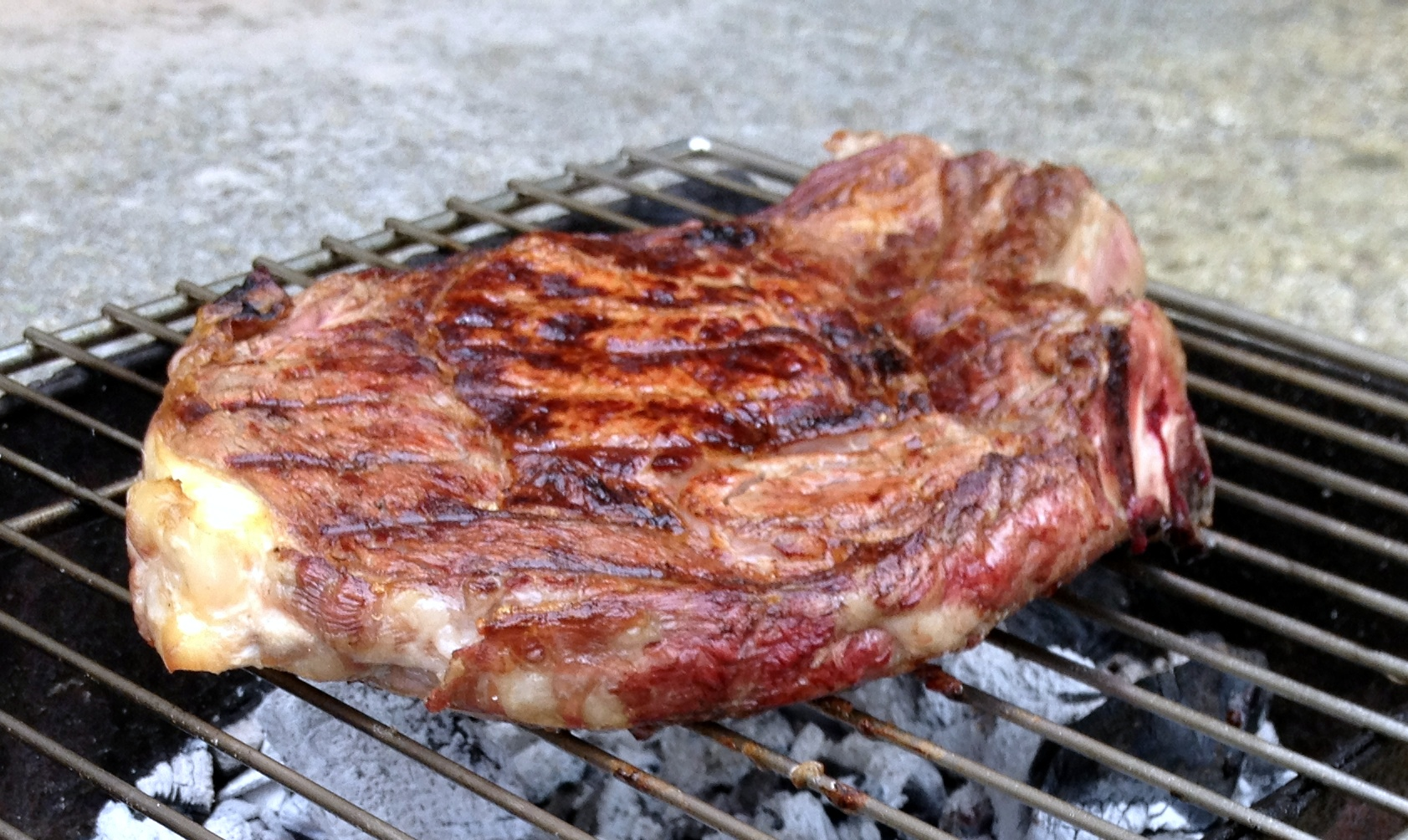
リブアイステーキのバーベキュー
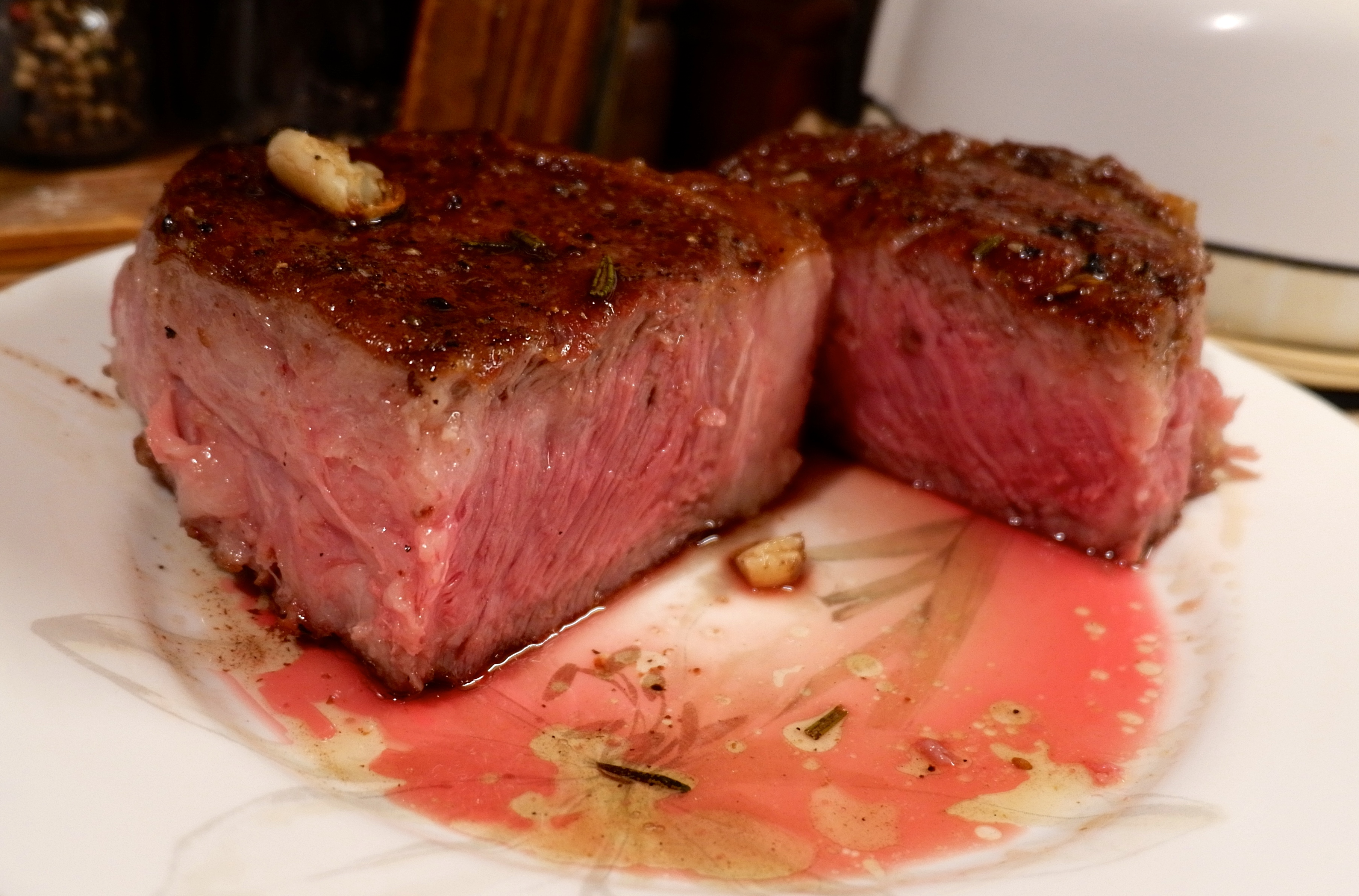
45日乾燥熟成させたリブアイステーキ